# 테트라멜레스과
테트라멜레스과는 박목에 속하는 속씨식물의 과이다. 이전에는 다티스과로 분류했다. 2개 속에 유일종을 각각 포함하고 있다.

## 하위 속
- 옥토멜레스속 (Octomeles) - 유일종 O. sumatrana
- 테트라멜레스속 (Tetrameles) - 유일종 T. nudiflora